# Halil Altıntop
Halil Altıntop (* 8. prosince 1982, Gelsenkirchen, NSR) je turecký fotbalový záložník a bývalý reprezentant, od února 2018 hráč klubu 1. FC Kaiserslautern.
Jde o identické dvojče svého bratra a bývalého spoluhráče z Wattenscheidu Hamita Altıntopa.

## Klubová kariéra
Halil hrál postupně v Německu za kluby SG Wattenscheid 09, 1. FC Kaiserslautern, FC Schalke 04, Eintracht Frankfurt, poté Trabzonspor (Turecko) a FC Augsburg (Německo). V červnu 2017 přestoupil do českého klubu SK Slavia Praha. 31. ledna 2018 přestoupil do 1. FC Kaiserslautern.

## Reprezentační kariéra
Nastupoval i za mládežnické reprezentace Turecka.
V A-mužstvu Turecka debutoval 30. 3. 2005 v kvalifikačním utkání v Tbilisi proti Gruzii (výhra 5:2). Celkem odehrál v letech 2005–2011 za turecký národní tým 38 zápasů a vstřelil 8 branek.